# Метеор (палац спорту)
Універсальний видовищно-спортивний палац «Метеор» — льдовий палац спорту в Дніпрі. Входить до складу спортивного комплексу «Метеор». Був зданий в експлуатацію у 1980 році. За своєю архітектурою та оснащенням — це унікальна споруда, де розміщуються дві льодові арени, спеціалізовані зали, стрілецький тир. Трансформована арена великої ковзанки дозволяє проводити у Палаці, крім змагань з різних видів спорту, великі театралізовані вистави, виставки, концерти.

## Опис
Демонстраційний зал уміщує від 5500 до 6500 глядачів, що дозволяє проводити різні масові заходи:
- матчі з хокею;
- змагання й шоу з фігурного катання;
- турніри з баскетболу;
- танцювальні турніри;
- конференції;
- виставки;
- концерти;

На тренувальній ковзанці проводять свої навчально-тренувальні заняття:
- спеціалізована школа олімпійського резерву з фігурного катання на ковзанах;
- балет на льоду «Кристалл»
- хокейні команди;
- групи здоров'я;

У тренувальному блоці розміщується тир, де працює відділення комплексної дитячо-юнацької спортивної школи (КДЮСШ) з кульової стрільби.
На другому поверсі будівлі розташований зал хореографії, де проводяться заняття з хореографії СДЮШОР з фігурного катання на ковзанах й балету на льоду «Кристалл», а також заняття з художньої гімнастики.
Палац спорту «Метор» є домашньою ареною для баскетбольного клубу «Дніпро» та хокейного клубу «Дніпровські вовки».
Поблизу палацу спорту у 1983 році встановлена об'ємно-просторова композиція-скульптура «Метеорит» — висотою до 15 м із заліза та бетону покрита мозаїкою із смальти, мармуру та спеціально виготовленого «модуля» із нержавіючої сталі; художники Е. І. Котков, М. Г. Бартосік, архітектори Ю. Ф. Худяков, В. М. Судоргін.